# Pałac w Siedlimowicach
Pałac w Siedlimowicach – zabytkowy pałac we wsi Siedlimowice w województwie dolnośląskim, w powiecie świdnickim, w gminie Żarów, na południe od Jeziora Mietkowskiego. Obecnie w stanie ruiny.

## Historia
W XIV w. w Siedlimowicach istniał dwór obronny, którego właścicielem był rycerz Heimann von Seydlitz}. Nowy dwór wybudowano około 1540 r.. W czasie wojny trzydziestoletniej służył Szwedom jako lazaret. W połowie XVIII w. istniał tu czteroskrzydłowy pałac w stylu barokowym. W 1867 r. ówczesny właściciel Heinrich Pückler von Gröditz sprzedał budynek wraz z przyległościami Heinrichowi Augustowi Kornowi. Kornowie w latach 1873-1875 przebudowali tutejsze czteroskrzydłowe założenie barokowe na styl neorenesansowym. Na początku XX w. pałac zmodernizowano.
 Po 1945 r. należał do PGR-u, a na początku XXI w. pozostałe po nim ruiny zostały sprzedane.

## Architektura
Budynek jest murowany z kamienia i cegły, składa się z czterech skrzydeł wzniesionych wokół wewnętrznego dziedzińca i neorenesansowej wieży, połączonej z pałacem przejściem na wysokości drugiej kondygnacji. Skrzydła pałacu były jednotraktowe, dwukondygnacjowe, z zagospodarowanym poddaszem, były nakryte wysokimi dachami ze szczytami. Dziedziniec wewnętrzny przykrywało szklane zadaszenie z drugiej połowy XIX wieku. Fasada jest sześcioosiowa z pozornym ryzalitem mieszczącym główne wejście, ozdobione zachowanym do dzisiaj neorenesansowym półkoliście zwieńczonym portalem między dwoma kolumnami korynckimi podtrzymującymi fronton typu entrecoupé (z przerwą) z kartuszem zawierającym herb z kłosami Kornów  i dewizę rodziny von Korn w j. łac. Candide et caute (szczerze i ostrożnie). Portal z agrafą i rokiem renowacji ren. 1875 a pod nadprożem w polach nad lewą i prawą częścią łuku  gałązki z liśćmi dębu oplecione szarfą z sentencją w j. niem. Der Herr beühte dieses haus und alle die geh`n ein und aus (Pan opiekuje się tym domem i wszystkimi, którzy tu wchodzą i wychodzą). Zniszczone elewacje budynku są częściowo boniowane, zachowały się niektóre obramowania otworów okiennych i szczyty. We wnętrzach zrujnowanego pałacu można znaleźć porozrzucane fragmenty kamieniarki.

Pałac otacza rozległy park krajobrazowy, w pobliżu są pozostałości budynków dawnego folwarku, między innymi oficyna i spichlerz.

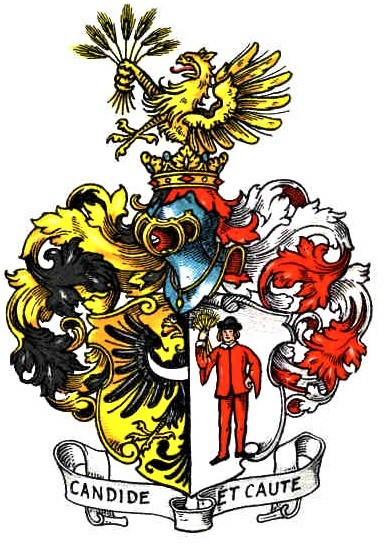
Herb von Korn z dewizą
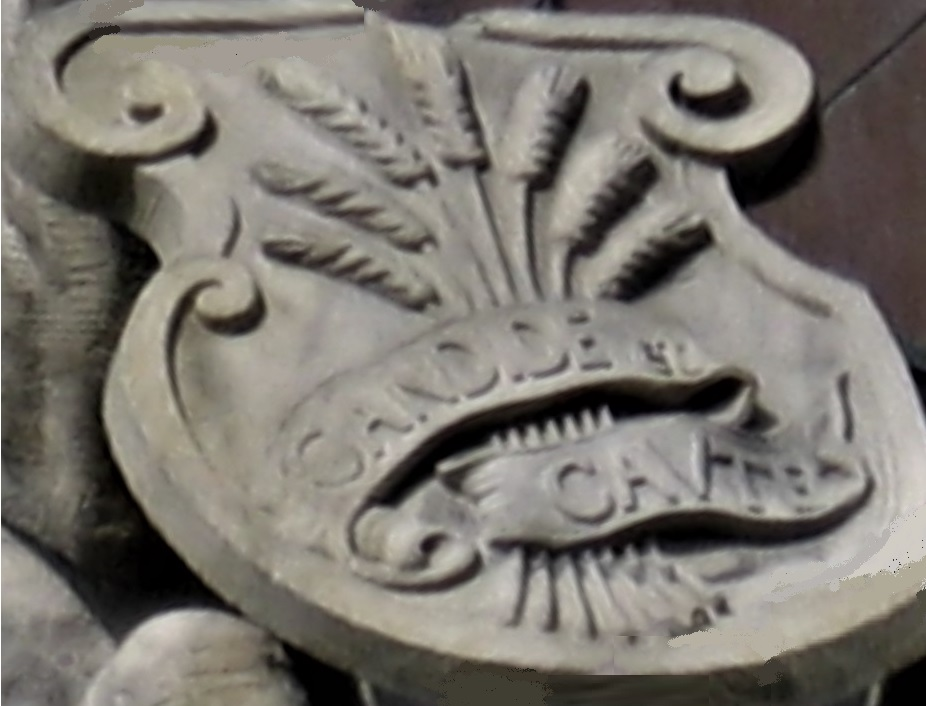
Kłosy Kornów z dewizą (Pawłowice)